# Килмейнем (Дублин)

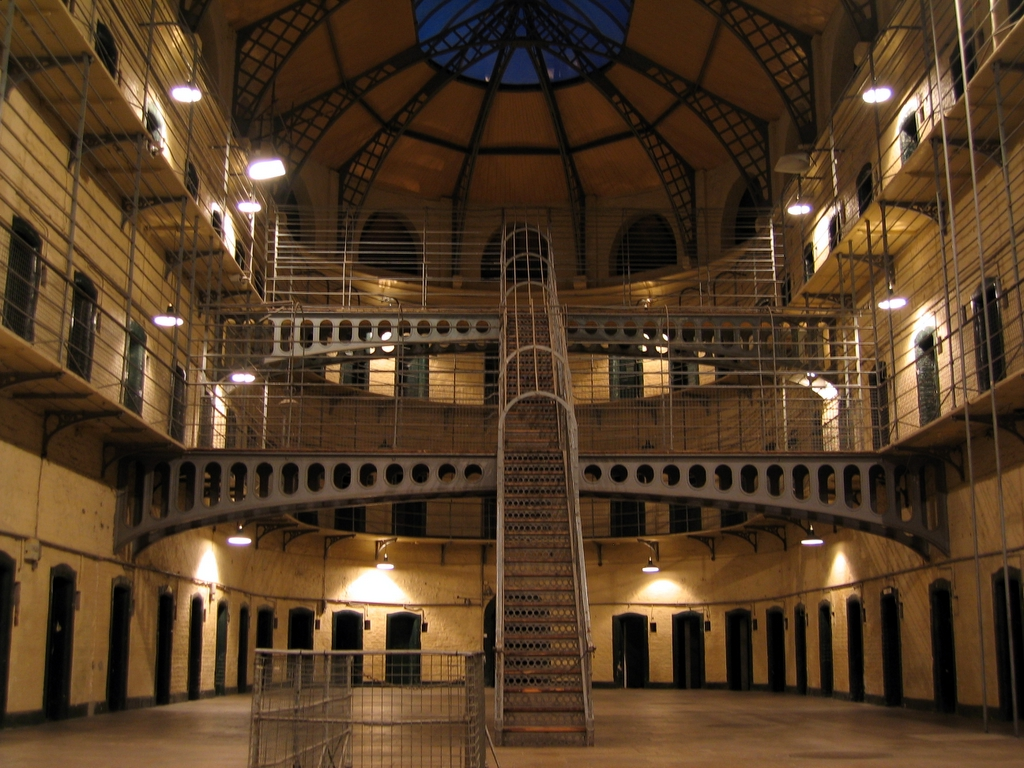
Тюрьма

Килмейнем (англ. Kilmainham; ирл. Cill Mhaighneann) — городской район Дублина в Ирландии, находится в административном графстве Дублин (провинция Ленстер).
В эпоху викингов местный монастырь стал первой норманнской базой в Ирландии.
В XII веке местные земли принадлежали тамплиерам; после разгрома ордена в 1308 году владения были переданы госпитальерам, которые оставались хозяевами вплоть до роспуска монастырей в XVI веке.
До времён Королевы Елизаветы лорд-лейтенант окрестных земель жил в Килмейнеме; переезд в Дублинский замок был совершён после того, как строения, в которых располагались власть имущие, пришли в негодность из-за шторма.